# تيريز سيتا-بيلا
تيريز سيتا-بيلا (بالفرنسية: Thérèse Sita-Bella)‏ ، ولدت في عام 1933 وتوفيت 27 فبراير 2006 في ياوندي، هي مديرة وطيارة الطائرة الكاميرونية. وهي أيضا أول صحفية في الكاميرون.

## النشأة والتعليم
ولدت في قبيلة بيتيس في جنوب الكاميرون، وتلقت تعليمها من المبشرين الكاثوليك. في الخمسينيات، بعد حصولها على شهادة البكالوريا من مدرسة في عاصمة الكاميرون ياوندي، ذهبت إلى باريس من أجل مواصلة دراستها. في فرنسا، تطور اهتمامُها بالصحافة والسينما.

## المهنة
في عام 1955، بدأت سيتا-بيلا مسيرتها المهنية كصحفية.  في وقت لاحق، في عام 1963، أصبحت سيتا-بيلا أول امرأة صانعة أفلام في الكاميرون وكل أفريقيا.  من 1964 إلى 1965، عملت Sita-Bella في فرنسا في صحيفة La Vie Africane الفرنسية، والتي شاركت في تأسيسها. وبعد عودتها إلى الكاميرون في عام 1967، انضمت إلى وزارة الإعلام وأصبحت نائبة رئيس قسم الإعلام.

## تام تام في باريس
في عام 1963، أخرجت سيتا-بيلا الفيلم الوثائقي "تام تام في باريس"، الذي أعقب فرقة من الفرقة الوطنية الكاميرونية خلال جولة في باريس. يُشار إلى «تام تام في باريس» على أنها أول فيلم لامرأة من بلدان أفريقيا جنوب الصحراء. في عام 1969، ظهرت تام تام في باريس في الأسبوع الأول من السينما الأفريقية، وهو مهرجان أصبح لاحقاً يعرف باسم فيسباكو.
اعتبرت سيتا-بيلا رائدة واحدة من النساء الناشطات في صناعة الأفلام التي كان يهيمن عليها الرجال.  تحدثت عن صناعة السينما في السبعينيات بالقول:
```
«كنا في سبعينات القرن الماضي؟ في ذلك الوقت كنا قلائل جدا. كان هناك عدد قليل من الهنود الغربيين، امرأة من السنغال تدعى» صافي فاي «و» أنا «. لكنك تعلم أن السينما ليست عملاً نسائياً».
[
5
]
```

## الموت
في 27 فبراير 2006، توفيت سيتا-بيلا في مستشفى في ياوندي بسبب سرطان القولون. دفنت سيتا-بيلا في مقبرة مفولي في ياوندي. 

## تكرم
سميت قاعة سينما سيتا بيلا في المركز الثقافي الكاميروني بعدها.